# غالب رضا
غالب رضا، من مواليد 10 يوليو 1981 في النبطية- لبنان، لاعب كرة السلة في نادي عمشيت وعضو المنتخب الوطني لكرة السلة في لبنان. يبلغ طوله 1.90 متر.
لعب في السابق مع النادي الرياضي بيروت، الشانفيل، تبنين، الحكمة وأنيبال زحلة.

## وصلات خارجية
- غالب رضا على موقع الاتحاد الدولي لكرة السلة (الإنجليزية)
- غالب رضا على موقع كرة السلة الأوروبية.كوم (الإنجليزية)
- غالب رضا على موقع ريلجم (الإنجليزية)
- غالب رضا على موقع بروبوليرز (الإنجليزية)
- غالب رضا على موقع سبورتس رفرنس (الإنجليزية)